# Montagu Bertie, VI conte di Abingdon
Montagu Bertie, VI conte di Abingdon (Londra, 19 giugno 1808 – Londra, 8 febbraio 1884) è stato un politico britannico.

## Biografia
Era il figlio di Montagu Bertie, V conte di Abingdon, e della sua prima moglie, Emily Gage, figlia del generale Thomas Gage. Frequentò l'Eton College e il Trinity College. 

## Carriera
Nel 1830 deputato per Oxfordshire, carica che mantenne fino al 1831. È stato poi eletto deputato per Abingdon nel 1852 e successe al titolo nel 1854 e divenne Lord luogotenente del Berkshire, lasciando il suo posto nella Camera dei comuni.

## Matrimonio
Sposò, il 7 gennaio 1835 a Nuneham, Elizabeth Lavinia Vernon-Harcourt, figlia di George Harcourt. Ebbero nove figli:
- Montagu Bertie, VII conte di Abingdon (13 maggio 1836-10 marzo 1928);
- Lady Elizabeth Emily Bertie (1838-4 maggio 1923)
- Lady Lavinia Louisa Bertie (1843-5 luglio 1928), sposò Robert Bickersteth, non ebbero figli;
- Francis Bertie, I visconte Bertie di Thame (17 agosto 1844-26 settembre 1919);
- Alberic Edward Bertie (14 novembre 1846-20 marzo 1928), sposò Lady Caroline McDonnell, ebbero sette figli;
- Lady Frances Evelyn Bertie (1848-9 agosto 1929);
- George Aubrey Vere Bertie (2 maggio 1850-8 novembre 1926), sposò Harriet Farquhar, ebbero tre figli;
- Charles Claude Bertie (31 agosto 1851-4 settembre 1920), sposò Adelaide Burroughs, non ebbero figli;
- Reginald Henry Bertie (26 maggio 1856-15 giugno 1950), sposò Lady Amy Courtenay, non ebbero figli.

## Morte
Morì l'8 febbraio 1884, all'età di 75 anni, a Mayfair, Londra.